# Norbert-Scheed-Wald

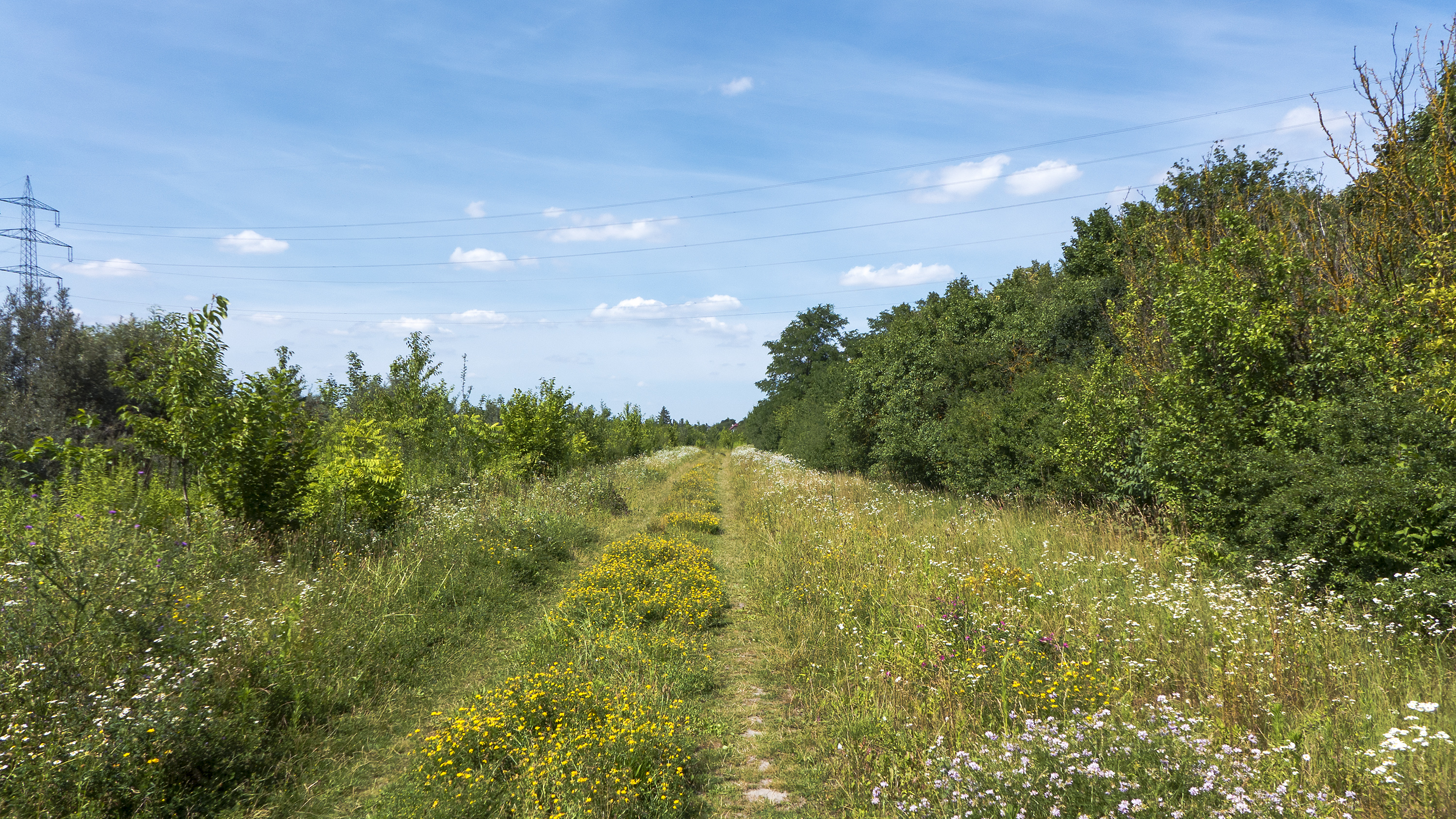
Norbert-Scheed-Wald (2020)

Der Norbert-Scheed-Wald ist ein im April 2015 beschlossenes Projekt im 22. Wiener Gemeindebezirk Donaustadt. 
Es handelt sich um einen Erholungsraum, der eine Erweiterung des Wiener Grüngürtels darstellen und sich vor allem im Bereich der Bezirksteile Breitenlee und Essling erstrecken soll. 
Namensgeber ist der ehemalige Bezirksvorsteher Norbert Scheed, auf dessen Idee das Projekt zurückgeht. Die Fläche soll rund tausend Hektar betragen.

## Planung und Überlegungen

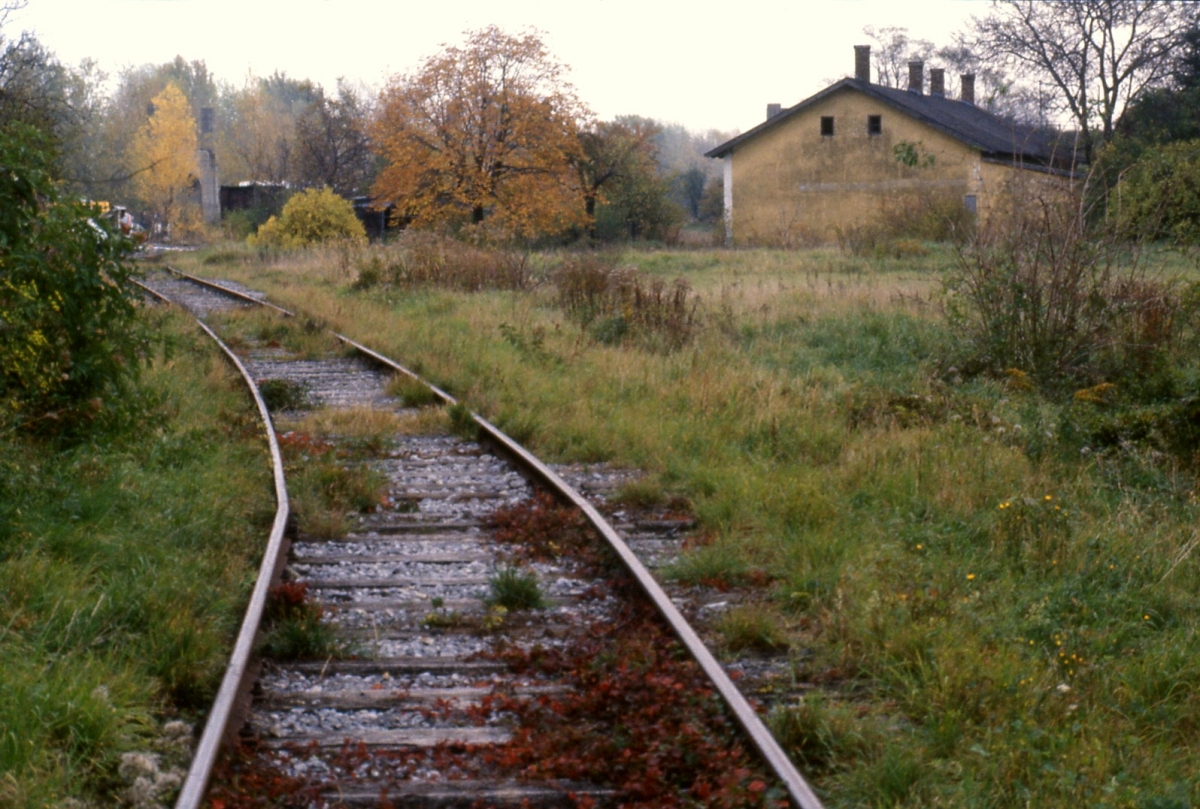
Ehemaliges Bahngelände Breitenlee Verschiebebahnhof, rechts das Hauptdienstgebäude (Oktober 1986)

Der Hauptteil des Gebiets soll sich annähernd bandförmig von Aspern über Breitenlee nach Nordwesten ziehen, den zentralen Bereich bildet der seit den 1920er-Jahren aufgelassene Verschiebebahnhof Breitenlee und dessen teilweise noch bestehende Gleisverbindung zur Laaer Ostbahn. Dort hat sich bereits ein aus Trockenrasen und Naturgehölz bestehendes Biotop gebildet, das als Kernstück des Projekts anzusehen ist.
Erste Aufforstungen fanden am Telefonweg in Essling im Oktober 2014 statt. Ein Leitbild für das Areal wurde im April 2015 beschlossen. Am 15. Juni 2015 wurde ein Landschaftsschutzgebiet Donaustadt definiert, das auch das Projektgebiet umfasste. 
Es gibt allerdings keinen konkreten Zeitplan für die Umsetzung, es wird von einem Jahrhundertprojekt gesprochen.
1905 wurde der Grüngürtel rund um die damalige Stadt definiert, hauptsächlich hatte der Wienerwald im Nordwesten daran Anteil. Mit der Lobau verfügt die Stadt auch im Südosten über ausgedehnte Grünflächen. Der Norbert-Scheed-Wald soll eine Art Gegenstück zu diesen Erholungsgebieten im Nordosten der Stadt werden (daher auch teilweise der Name Wienerwald Nordost oder Zweiter Wienerwald). Gleichzeitig soll er ein Verbindungsstück zwischen Bisamberg und Lobau darstellen und damit den Grüngürtel rund um Wien zumindest ansatzweise schließen. Der Grünbereich zwischen Süßenbrunn und Stammersdorf ist mittlerweile (unter Einbeziehung der Stadt Gerasdorf) als Regionalpark DreiAnger konzipiert.
Die Donaustadt ist ein schnell wachsender und sich urbanisierender Bezirk, andererseits hatte er immer vergleichsweise große unbebaute Flächen, die zu einem großen Teil landwirtschaftlich genutzt werden. Unmittelbar südlich des projektierten Erholungsgebietes befindet sich die Seestadt Aspern, eines der wichtigsten urbanen Entwicklungsgebiete der 2010er-Jahre, die als neuer Stadtteil ein konzeptuelles Gegenstück bildet. Als ungefähre Grenzlinie zwischen diesen Projekten fungiert die Marchegger Ostbahn, die Station Aspern Nord ist als wichtigster Anschlusspunkt an den öffentlichen Verkehr vorgesehen.
Trotz des Namens ist keine vollständige Aufforstung des gesamten Gebiets vorgesehen, punktuelle Bewaldungen und Gehölzstreifen sollen Steppen, Wiesen, Äcker und Gewässer einrahmen und neue Grünkorridore bilden. Da es naturräumlich einen Teil des Marchfeldes bildet, spielen gerade die Steppenflächen eine wesentliche Rolle. Auch soll die Landwirtschaft im Gebiet erhalten bleiben, dies ergibt sich nicht zuletzt daraus, dass sich etwa vier Fünftel des Areals in Privatbesitz befinden. 
Im Vorfeld des Projekts waren es vor allem die Bauern der Gegend, die ihm mit Skepsis begegneten. Eine wichtige Rolle sollen auch die Gewässer, überwiegend ehemalige Schotterteiche, spielen.